# Хорватия на «Евровидении-2007»
Хорватия на «Евровидении-2007» была представлена победительницей музыкального конкурса Dora-2007 — рок-группой «Dragonfly» и Дадо Топичем. Фестиваль состоял из двух полуфиналов и финала: полуфиналы состоялись 1 и 2 марта, финал прошёл 3 марта 2007 года. Группа выступила в полуфинале 10 мая с песней «Vjerujem u ljubav», исполненной на хорватском с куплетом на английском, однако впервые в истории выступлений Хорватия не попала в финал: 16-е место и 54 балла оказались недостаточными для выхода в финал.

## Национальный отбор
Показом национального отбора и конкурса занималась телерадиокомпания HRT. До 8 декабря 2006 года композиторы и артисты должны были отправить готовые песни: все композиции должны были исполняться на хорватском языке, также исполнители и авторы песни должны были быть гражданами Хорватии. Полуфиналы проходили 1 и 2 марта, финал — 3 марта 2007 года. Вели шоу Душко Чурлич и Мирко Фодор.
Dragonfly и Дадо Топич выиграли голосование жюри и заняли второе место по версии телезрителей, но по сумме баллов опередили группу «Kraljevi Ulice», поехавшую на Евровидение через год, на один балл.

### Результаты финала
| №  | Исполнитель                     | Песня                             | Баллы | Место |
| -- | ------------------------------- | --------------------------------- | ----- | ----- |
| 1  | Лана Клингор                    | Gravitacija                       | 11    | 13    |
| 2  | Марко Толжа                     | Deja vu                           | 12    | 12    |
| 3  | The Sick Swing Orchestra        | Šlager pjevač                     | 5     | 16    |
| 4  | Кемал Монтено                   | Poljubi me                        | 8     | 15    |
| 5  | Feminnem                        | Navika                            | 16    | 9     |
| 6  | Giuliano                        | Pismom te ljubi milijun mandolina | 23    | 5     |
| 7  | Ливио Моросин & Мирослав Ивасич | Volim ja                          | 21    | 6     |
| 8  | Аня Шовагович & Галиано Пахор   | Teatar                            | 9     | 14    |
| 9  | Лука Нижетич                    | Pusti me u san                    | 13    | 11    |
| 10 | Тина Вуков                      | Tata                              | 24    | 4     |
| 11 | Елена Розга                     | Nemam                             | 21    | 7     |
| 12 | Trio Fantasticus                | Nema šanse šećeru                 | 15    | 10    |
| 13 | Kraljevi Ulice & Сандра Багарич | Pjesma za novčić                  | 30    | 2     |
| 14 | Dragonfly & Дадо Топич          | Vjerujem u ljubav                 | 31    | 1     |
| 15 | Даниела Пинтарич                | Moj svijet                        | 26    | 3     |
| 16 | Klapa Maslina                   | Gitara i čaša vina                | 17    | 8     |

## Мнения
Хорватия считалась одним из претендентов на выход в финал, но отнюдь не претендентом на победу. Автор интернет-проекта «Евровидение-Казахстан» Андрей Михеев назвал песню «успокаивающей рок-балладой», в которой намечал несбалансированность выступления Ивы Глухак и Дадо Топича и рассчитывал в лучшем случае на Топ-15, как это было в 2004 году:

- Музыка: Успокаивающая рок-баллада. 8/10
- Текст: На английском это звучит очень и очень качественно, поэтому надежды на полную английскую версию очень высоки. 9/10
- Вокал: Насколько потрясающе хорош рок-вокал Топича, настолько же отталкивает вокал и вообще выступление Ивы Глухак... 8/10
- Итог: Очень невелики шансы объединения Балкан вокруг этой песни, хотя... при удачной жеребьевке может повторить Микулича. 7/10

Председатель российского фан-клуба OGAE Антон Кулаков, напротив, ожидал выхода группы в финал, назвав песню симпатичным представителем среднетемпового софт-рока:

- Музыка: Среднетемповый софт-рок во вполне симпатичной обработке. 9/10
- Текст: Симпатичное англо-хорватское сплетение. 9/10
- Вокал: Не подкачали. 9/10
- Итог: В общем – прямая дорога в финал.

16-е место и 54 очка стали итогом выступления группы в полуфинале: впервые Хорватия не вышла в финал «Евровидения».

## Голосование

### Голоса за Хорватию
| 12 баллов   | 10 баллов              | 8 баллов   | 7 баллов               | 6 баллов                        |
| ----------- | ---------------------- | ---------- | ---------------------- | ------------------------------- |
|             | - Босния и Герцеговина | - Словения | - Австрия - Черногория | - Республика Македония - Сербия |
| 5 баллов    | 4 балла                | 3 балла    | 2 балла                | 1 балл                          |
| - Швейцария |                        | - Албания  | - Германия             |                                 |

### Голоса телезрителей Хорватии
| 12 баллов | Сербия               |
| 10 баллов | Словения             |
| 8 баллов  | Республика Македония |
| 7 баллов  | Венгрия              |
| 6 баллов  | Болгария             |
| 5 баллов  | Черногория           |
| 4 балла   | Латвия               |
| 3 балла   | Албания              |
| 2 балла   | Андорра              |
| 1 балл    | Швейцария            |

| 12 баллов | Сербия               |
| 10 баллов | Босния и Герцеговина |
| 8 баллов  | Республика Македония |
| 7 баллов  | Словения             |
| 6 баллов  | Болгария             |
| 5 баллов  | Украина              |
| 4 балла   | Венгрия              |
| 3 балла   | Россия               |
| 2 балла   | Грузия               |
| 1 балл    | Латвия               |